# Грегг Тауншип (округ Сентер, Пенсільванія)
Грегг Тауншип (англ. Gregg Township) — селище (англ. township) в США, в окрузі Сентр штату Пенсільванія. Населення — 2261 особа (2020).

## Демографія
Згідно з переписом 2010 року, у селищі мешкало 2405 осіб у 940 домогосподарствах у складі 698 родин. Було 1115 помешкань
Расовий склад населення:
| - 97,8 % — білих - 0,5 % — азіатів - 0,2 % — чорних або афроамериканців - 0,1 % — корінних американців |

До двох чи більше рас належало 0,8 %. Частка іспаномовних становила 1,2 % від усіх жителів.
За віковим діапазоном населення розподілялося таким чином: 24,1 % — особи молодші 18 років, 61,6 % — особи у віці 18—64 років, 14,3 % — особи у віці 65 років та старші. Медіана віку мешканця становила 42,4 року. На 100 осіб жіночої статі у селищі припадало 100,2 чоловіків;  на 100 жінок у віці від 18 років та старших — 102,7 чоловіків також старших 18 років.
Середній дохід на одне домашнє господарство  становив 70 287 доларів США (медіана — 51 630), а середній дохід на одну сім'ю — 76 362 долари (медіана — 60 469). Медіана доходів становила 41 667 доларів для чоловіків та 38 295 доларів для жінок. За межею бідності перебувало 15,6 % осіб, у тому числі 29,6 % дітей у віці до 18 років та 9,2 % осіб у віці 65 років та старших.
Цивільне працевлаштоване населення становило 1401 особа. Основні галузі зайнятості: освіта, охорона здоров'я та соціальна допомога — 30,0 %, будівництво — 10,9 %, виробництво — 8,9 %, науковці, спеціалісти, менеджери — 7,6 %.